# Iosif Stalin
Die Iosif Stalin (russisch Иосиф Сталин) war ein sowjetisches Passagierschiff, das nach dem Kriegsbeginn im Deutsch-Sowjetischen Krieg in VT-521 umbenannt und als Truppentransporter genutzt wurde.
Die Iosif Stalin und ihr Schwesterschiff Wjatscheslaw Molotow wurden ab 1939 in Amsterdam bei Nederlandsche Dok en Scheepsbouw Maatschappij gebaut. Sie wurde am 1. Mai 1940 an die Sowjetunion übergeben. Zunächst zur zivilen Personenbeförderung benutzt, wurde sie nach dem Kriegsbeginn in WT-521 umbenannt.
Das Schiff wurde 1941 bei der Evakuierung von Tallinn eingesetzt und später als Truppentransporter zur Evakuierung des sowjetischen Marinestützpunktes im finnischen Hangö verwendet. Der Marinestützpunkt Hangö wurde im März 1940 nach dem Frieden von Moskau eingerichtet und sollte im Dezember 1941 vor den herannahenden deutschen Truppen evakuiert werden. Das Schiff geriet mit 5589 Soldaten an Bord am 3. Dezember 1941 im Finnischen Meerbusen in die deutsche Corbetha-Minensperre. Die Corbetha-Sperre war am 22. Juni 1941 von den deutschen Minenlegern Cobra, Königin Luise und Kaiser ausgebracht worden und bestand aus 350 Einheitsminen Typ C (EMC) und 570 Sprengbojen. Das Schiff fuhr trotz seiner Begleitung durch mehrere Minenabwehrfahrzeuge auf drei oder vier Minen auf und wurde zusätzlich von finnischen Küstenbatterien getroffen. Der letzte Minentreffer oder ein Treffer eines 305-mm-Geschützes brachte Artilleriemunition auf dem Schiff zur Detonation. Diese Explosion tötete zahlreiche Soldaten. Das Schiff versank zum Teil. Es trieb steuerlos zur Küste Estlands und lief auf Grund. Minenabwehrfahrzeuge des Konvois konnten 1740 Soldaten bergen. Bei der Rettungsaktion wurden mehrere Minenabwehrfahrzeuge beschädigt, eines explodierte, nachdem es auf eine Mine aufgelaufen war. Die deutsche Marine konnte in Folge das Schiff übernehmen und die noch nicht abgeborgenen Soldaten gefangen nehmen.
Knapp 3000 sowjetische Soldaten konnten von sowjetischen Minensuchbooten und später von deutschen Vorpostenfahrzeugen gerettet werden. Rund 2600 Soldaten fanden den Tod. Das Schiff wurde in der offiziellen sowjetischen Geschichte nicht erwähnt, da der Kapitän die Kapitulation angeordnet hatte, obwohl auf dem Schiff noch Waffen und Munition für eine Abwehr der Deutschen vorhanden waren.
Das Wrack ist noch heute vor der Küste sichtbar.